# James Manby Gully

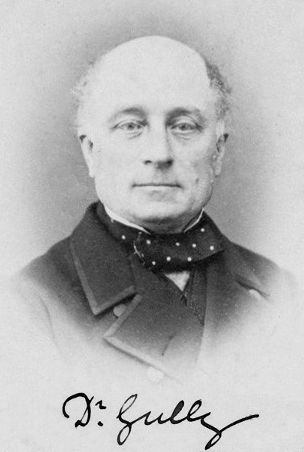
James Manby Gully na década de 1860

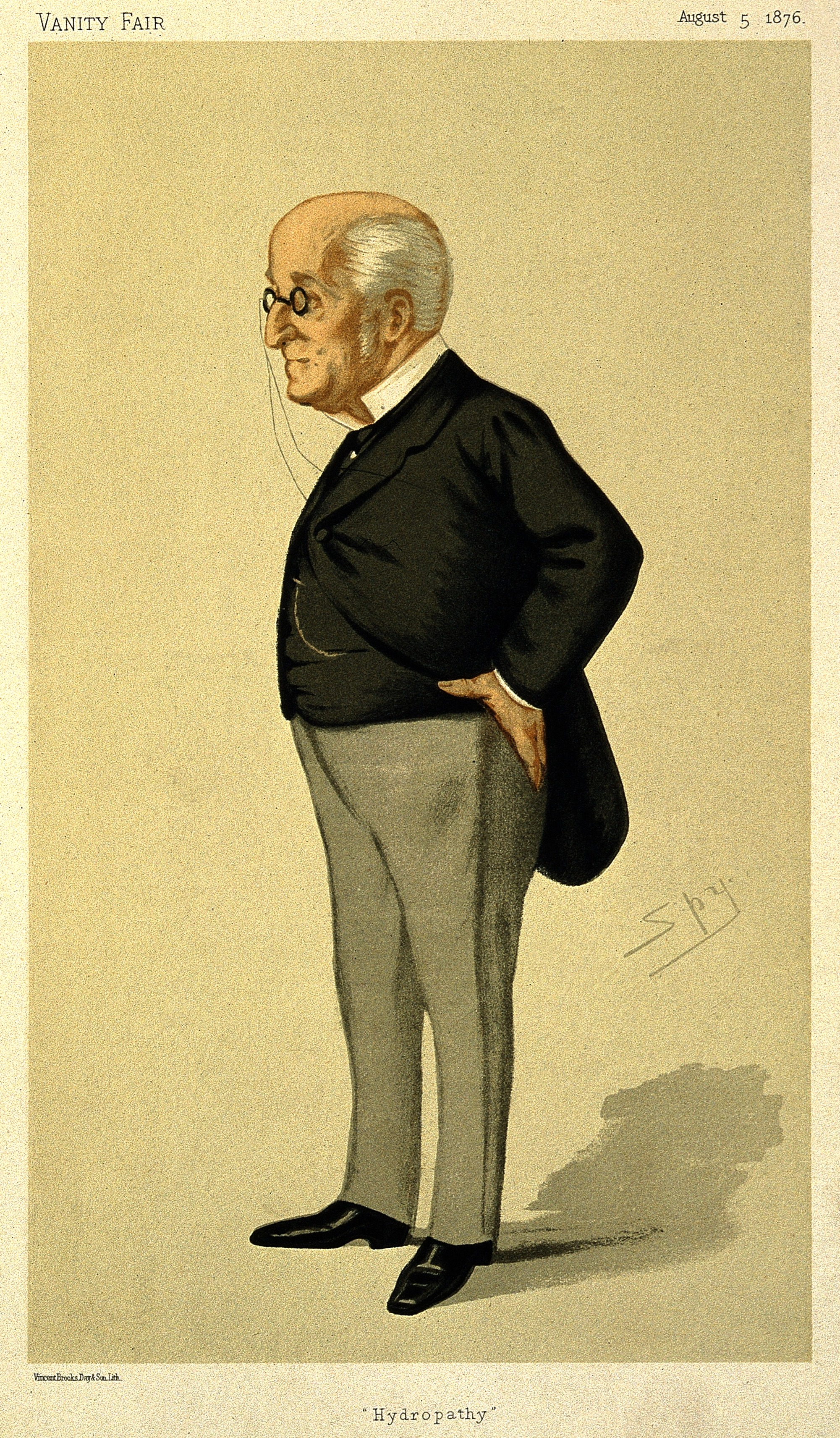
"Hidropatia". Caricatura de Spy publicada na Vanity Fair em 1876

James Manby Gully (14 de março de 1808 – 1883) foi um médico vitoriano, conhecido por praticar hidroterapia, ou a "cura da água". 

## Carreira
Junto com seu parceiro James Wilson, ele fundou uma clínica de "hidropatia" muito bem-sucedida (como era então chamada) em Malvern, Worcestershire, que tinha muitos vitorianos notáveis, incluindo figuras como Charles Darwin e Alfred, Lord Tennyson, como clientes.
A clínica de Gully usando água de Malvern em Great Malvern, e as que se seguiram, foram em grande parte responsáveis pelo rápido desenvolvimento de Malvern de uma vila para uma grande cidade. Ele também é lembrado como suspeito no caso de envenenamento de Charles Bravo.

## Trabalhos publicados
- A systematic treatise on comparative physiology, introductory to the Physiology of man. Vol. I / [Friedrich Tiedemann]; translated, with notes, from the German, James Manby Gully e J. Hunter Lane, 1834
- Gully, James Manby (1835). Formulary for the Preparation and Employment of Several New Remedies. [S.l.: s.n.]
- 2nd edition (1836) Formulary for the Preparation and Medical Administration of Certain New Remedies...with Annotations and Additional Articles. [S.l.]: John Churchill: London. and John Carfrae & Son, Edinburgh. Consultado em 4 de novembro de 2009
- Lectures on the moral and physical attributes of men of genius and talent, James Manby Gully, 1836
- Gully, James Manby (1837). An exposition of the symptoms, essential nature, and treatment of neuropathy, or nervousness. Londres: John Churchill. Consultado em 4 de novembro de 2009
- Gully, James M (1842). The simple treatment of disease deduced from the methods of expectancy and revulsion. Londres: John Churchill. Consultado em 4 de novembro de 2009
- Wilson, James; James M. Gully (1843). The Dangers of the Water Cure, and its Efficacy Examined and Compared with those of the Drug Treatment of Diseases; and an Explanation of its Principles and Practice; with an account of Cases Treated at Malvern, and a Prospectus of the Water Cure Establishment at That Place. Londres: Cunningham & Mortimer. Consultado em 2 de novembro de 2009
- Gully, James Manby (1850) [1846]. The Water-Cure in Chronic Disease; An Exposition of the causes, progress, and termination of various chronic diseases of the digestive organs, lungs, nerves, limbs, and skin; and of their treatment by water, and other hygienic means 3rd ed. Londres: John Churchill. Consultado em 3 de novembro de 2009. Richard Metcalfe lista as datas de publicação deste livro como: 1846 (1ª ed), 1847 (2ª ed), 1850 (3ª ed), 1851 (4ª ed), 1856 (5ª ed), 1859 (6ª ed).  As seguintes edições também estão disponíveis online:
  - 4th English edition. Londres: John Churchill. 1851. Consultado em 3 de novembro de 2009
  - 1854 American edition. Nova York: Fowlers & Wells. Consultado em 3 de novembro de 2009
  - 5th English edition. Londres: John Churchill. 1856. Consultado em 3 de novembro de 2009
  - 1880 American edition. Nova York: S.R. Wells & Co. Consultado em 3 de novembro de 2009
- A guide to domestic hydro-therapeia: the water cure in acute disease, James Manby Gully, 1869[4]
- Drawings descriptive of spirit life and progress. By a child twelve years of age, ed. James Manby Gully, 1874
- Gully, James M. (1885). A Monograph on Fever and its Treatment by Hydrotherapeutic Means. Londres: Simpkin, Marshall & Co. Consultado em 4 de novembro de 2009 – Publicação póstuma de obra inacabada.